# Super Dimensional Century Orguss
Super Dimension Century Orguss (超時空世紀オーガス Chōjikū Seiki Ōgasu?), también conocida como Centuria Super Dimensional Orguss es un anime del género mecha de 35 episodios, parte una de la trilogía de series con el nombre de “Super Dimension” que fue producida por la empresa japonesa Big West. Esta serie de Mechas de 1983, precedida por la serie The Super Dimension Fortress Macross (1982-1983), creada por Studio Nue con Artland y producida por Tatsunoko Productions, y seguida por Super Dimensional Cavalry Southern Cross, también creada por Studio Nue y producida por Tatsunoko. Los OVAs han sido licenciados en España por Selecta Visión.
A diferencia de Macross y Southern Cross, Orguss no fue utilizada para formar parte de Robotech (por no tener licencia de Tatsunoko), y en su lugar se utilizó la serie de anime Genesis Climber Mospeada. Lo único que tiene en común con las otras dos series es en utilizar el título "Super Dimension", sin ninguna relación argumental entre sí.

## Argumento
El año es 2065. El mundo está en guerra. Dos superpotencias chocan en el ascensor espacial. Mucho más peligrosas que las armas atómicas, las armas biológicas, o armas químicas son las armas dimensionales, como la bomba de oscilación del espacio-tiempo. A pesar del tremendo poder de esta bomba, debe ser armada en el lugar por un equipo de ingenieros.
Desesperados, los Freedom Space Corps lanzan una ofensiva para plantar una bomba de Oscilación Espacio-Tiempo para destruir el ascensor espacial. Durante este ataque, los ingenieros se ven obligados a abortar la misión y destruir la bomba antes de que pueda ser debidamente armada. Enfurecido por la decisión de abortar y la sensación de que sus compañeros han muerto en vano, el temerario piloto de combate Kei Katsuragi activa al azar la bomba con repercusiones graves. Una explosión dimensional transporta a Kei y su nave Bronco 2 a otro mundo. Este mundo es parecido a la Tierra que conoce Kei, pero está al borde de la destrucción debido a los cambios dimensionales, que han ocasionado un fuerte efecto invernadero que no permite pilotear más allá de las nubes, y otros cambios como que el mar Caspio es un desierto. 
Kei es perseguido por razones desconocidas por los militaristas Chilam y ayudado por los Emaan, gente como los gitanos, pero equipados con tecnología muy avanzada. Ambas partes tienen algún interés desconocido en Kei refiriéndose a él como una "Tokuiten" (特异 点?, Lit. "Singularidad"). Durante una batalla el mecha de Kei se daña y luego de ser reconstruido este es rebautizado como Orguss. 

## Personajes

### Tripulación del Glomar
Kei Katsuragi  ( 桂 木 桂   Katsuragi Kei?)
 Seiyū:  Shō Hayami
Segundo Teniente del Freedom Space Corps. Edad 20. Él estaba en una misión asignado para proporcionar escolta y cubrir a un grupo de ingenieros para armar la bomba de Oscilación espacio / tiempo con el fin de destruir el Ascensor Espacial. Cuando las circunstancias fuerzan a cancelar la tarea, Kei decide armar correctamente la bomba de Oscilación Espacio / Tiempo por sí mismo. Esto resultó al ser Kei transportado 20 años en el futuro, donde es encontrado por un grupo de comerciantes de Emaan, creyendo que él era el punto singular (o singularidad espaciotemporal). Aparte de ser un gran piloto mecha, Kei es un mujeriego y tiene varias novias diferentes con quienes tuvo citas antes de conocer a los Emaans. Kei inicia una relación romántica con Mimsy, pero todavía tiende a coquetear con cualquier otra que mujer que le llame la atención.
 Mimsy Laaz  ( ミムジィ · ラース   Mimujī Rasu?)
 Seiyū:  Run Sasaki /  Seiyū:  Kumi Sakuma (serie Super Robot Wars)
Una chica Emaan de 16 años. En el Glomar, sirve como capitán y provee información y tácticas de batalla. Su interés por Kei en un principio era porque él es el punto singular y las órdenes de Malthus fueron de entregar a Kei a su familia al regresar al país Emaan. A medida que la serie avanza, ella comienza a tener sentimientos románticos por Kei, aunque ella tiene una relación con Slay con el fin de tener hijos mientras ella está en el pico de su fertilidad (ver Shaya Thoov). Mimsy actúa como guía de Kei en el aprendizaje de la cultura de los Emaans. Su familia, junto con la familia de Shaya, gobiernan el Emaan país.
 Shaya Thoov  ( シャイア · トーブ   Shaia Tobu?)
 Seiyū:  Kumiko Takizawa
El capitán del Glomar, es el supervisor jefe en el negocio de comercialización de la nave, así como el operador principal de los controles del Glomar. Al descubrir Kei como el punto singular por año Jabby, ella es Kei Dado para entregar los pedidos a la tierra natal tan pronto como sea posible Emaan. Shaya sigue fielmente las costumbres y la cultura Emaan. Entre esas costumbres es vestirse y tomar baños incluso con los hombres presentes y nunca ser tímida al respecto, lo que da una posición incómoda a Kei tomándolo como un pervertido y Shaya están juntos (esto es causa de tipo biológico del Emaan cuando las mujeres Emaan pierden su fertilidad a los 18 años, ese punto ya no es cortejada por los hombres Emaan y ya no son consideradas como "mujeres"). Su familia, junto con la familia Mimsy, gobiernana el país de Emaan.
 Mome  ( モーム   MoMu?)
 Seiyū:  Sanae Miyuki
Una androide con apariencia de una niña a quien Kei compró en una pequeña aldea. Su programa principal es el de servir fielmente a la persona que la compró, que en este caso, fue Kei. Ella es de la raza Mu, una civilización conocida por tecnología avanzada. Tiene un IA sofisticado, Mome posee una variedad de habilidades de la cocina, la enfermería, la reparación del Orguss con facilidad. A pesar de ser una androide, Mome es capaz de expresar emociones y su amor por Kei y el sueño de ser su esposa.
 Jabby  ( ジャビー   Jabi?)
 Seiyū:  Banjō Ginga
Una criatura-dragón parlante de la tripulación Glomar que prpviene de una Tierra Alternativa. Jabby tiene la piel morena, grandes patas traseras, los brazos largos con tres dedos, cola y un cuello largo. La cola Jabby es capaz de detectar cualquier actividad dimensional cercano y Malthus le permite sentir como Punto año Kei idiosynchratic. Fue él propuso que el nombre "Orguss" en la unidad de nueva construcción Kei, el dios de la guerra llamado eficaz de su mundo.
 Slay  ( スレイ   Surei?)
 Seiyū:  Koichi Hashimoto
Novio Mimsy. Slay se reserva como operador secundario del Glomar Cuando Shaya se toma un descanso o si el buque no está en piloto automático. Mata altamente Kei disgustos culpándolo de todos los problemas y pérdida de miembros de la tripulación del Glomar desde el Chilam Debido a su condición de Tokuiten. A Slay le disgusta que Key forme una relación romántica con Mimsy, por lo que em rivales por su afecto.
 Maaie y Lieea  ( マーイ y リーア   May & Ria?)
 Seiyū: [[ Kiyomi Hanasaki (Maaie), Chika Sakamoto (Lieea)]]
Hermanas gemelas y los únicos miembros de la tripulación de la Factoría  Glomar que son pilotos de combate, aparte de Kei. Pilotan los Molavars, unidades que no se transforman en androides como el Orguss.
 Goovu  ( ゴーヴ   Gōvu?)
 Seiyū:  Koichi Kitamura
El miembro más antiguo de la tripulación del Glomar. Su función principal en la nave es negociar con los clientes, persuadirlos a comprar cualesquiera artículos que el Glomar esté vendiendo. Cuando le preguntaron por el nombre de la unidad  nueva  de Kei, propuso el nombre de 'Gamon. Forma una estrecha relación con Kei.
 Leeg  ( リーグ   Rigu?)
 Seiyū:  Takao Oyama
Ingeniero Jefe del Glomar que supervisó la construcción del Orguss. Como Slay, Leeg culpa a Kei por el intento del ejército Chiram de atacar el Glomar y la muerte de algunos miembros de la tripulación. Sin embargo, al enterarse del papel de Kei como el punto singular, él lo acepta como parte de la tripulación. También es el encargado de fabricar una señal de interferencia que oculta al punto  referencial de los sensores Chiram.
 Papty  ( パプティ   Paputi?)
 Seiyū:  Yumi Takada
Papty es una madre de dos hijos y está criando a menudo sus hijos. Su marido es asesinado en el primer ataque  Chiram contra el Glomar. Cuando no está criando a sus hijos, ella trabaja proporcionando servicio y reparaciones a la Orguss y el Glomar. En un episodio, se la ve poniendo sus dos hijos a dormir y al mismo tiempo disparar los cañones del Glomar  contra las unidades enemigas.
 Taii  ( 大尉   Taii?)
 Seiyū:  Yusaku Yara
Un robot de combate Mu. Los restos de Taii fueron recuperados y fue reconstruidos más tarde por Mome. Taii tiene la personalidad de un soldado veterano y respeta estrictamente las tácticas de batalla en su programación, lo que lo convierte en una molestia para la mayoría de la tripulación. Taii está equipado con misiles múltiples en el pecho que le da poder de fuego suficiente para destruir una unidad Chiram. Su nombre significa "el capitán" en japonés.

### Ejército Chiram
Los Chiram son gobernados por un rey.
El Chiram se encuentra en guerra contra los Muu, robots que han cruzado su frontera. Necesitan el punto diferencial o singularidad para sanar el mundo, sin embargo, ante la imposibilidad de atraparlo no dudan en querer destruirlo.
Henry Steiger: segundo al mando de la unidad del Capitán Roberto, es el primero en combatir a Kei y reconocerlo como el Punto Referencial o Singularidad.
Capitán Roberto: Jefe de la unidad que combate a Kei, se toma muy en serio la captura de Kei pero debe pedir ayuda al ejército chiram en Europa al no poder atraparlo, aunque luego es ascendido.
Nainicks: máquinas de guerra, de color azul. Las tripula el ejército Chiram en Europa, para intentar cortar el paso a la Factoría Glomar en su regreso a casa.
Olson D Vern: Comandante de las fuerzas chiram en Europa. Está dispuesto a capturar a Kei vivo, aun si tiene que enfrentarse a su propio ejército.Más tarde se descubre que él también es una singularidad, pues era el compañero de Kei y fue transportado junto a él, pero debido a los cambios espacio-temporales, llegó varios años antes.
Athena: la mejor piloto de Chiram en Europa, es sobrina de Olson.

### Otros personajes
La sociedad Emarns está regida por un consejo compuesto por las familias más importantes, en el momento de la historia estas familias son Tofu, a la que pertenece Shaia, y Rass a la que pertenece Mimsy.
Manisha Tobu: Hermana gemela de Shaia, apresa a Kei para obligarlo a ayudar a los Emarns.

## Cameo entre Macross y Orguss
En el último episodio de Macross se puede ver un mecha de Orguss en el puente del SDF-Macross siendo destruido junto con los Destroids. En el episodio 2, Kei menciona a diferentes novias que él ha tenido, entre las cuales menciona a Minmay, Shammy, y Vanessa, las cuales aparecen en Macross.